# マルグリット・ド・クリッソン

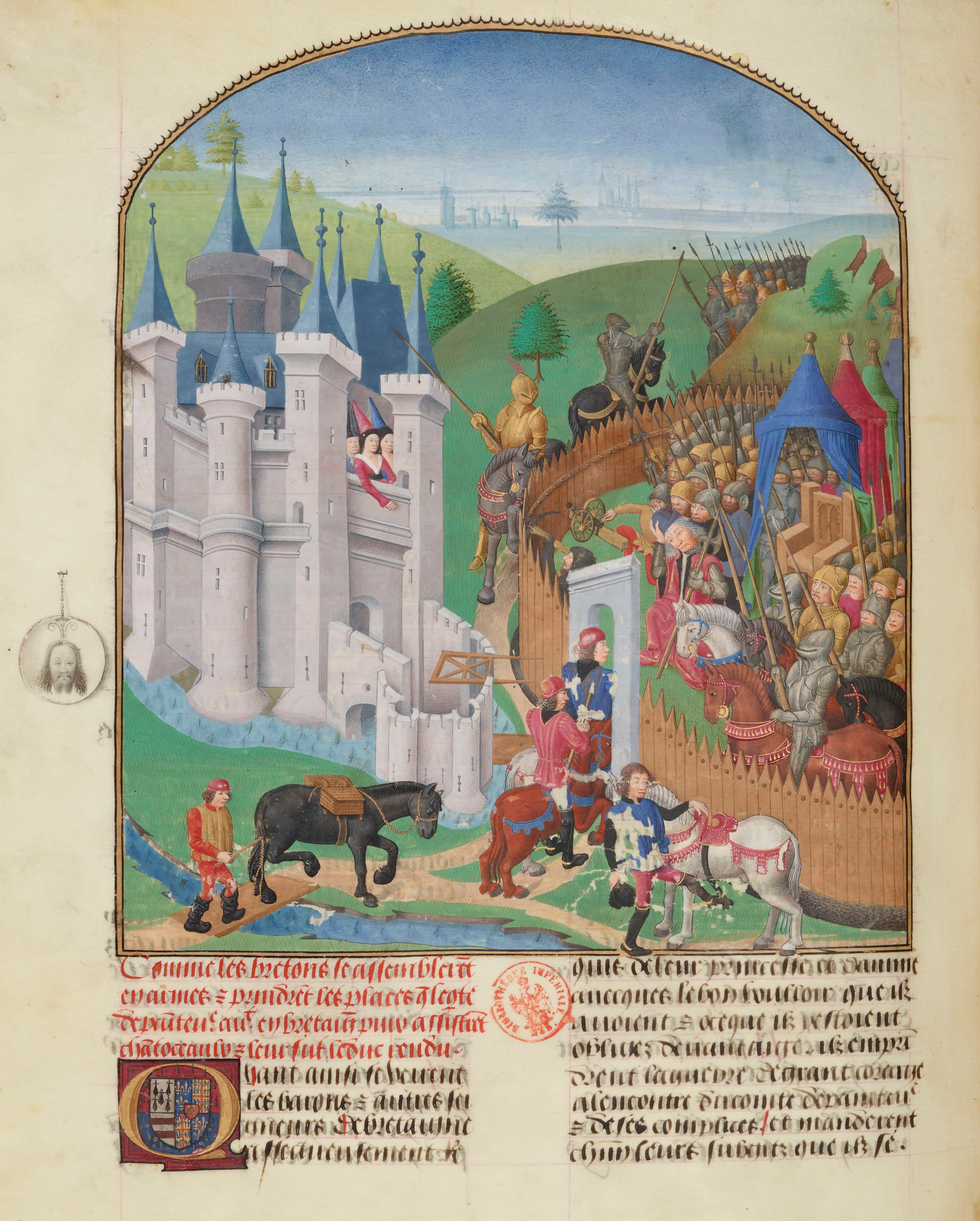
マルグリット・ド・クリッソンの降伏

マルグリット・ド・クリッソン/クリソン（フランス語：Marguerite de Clisson, 1372年頃 - 1441年）は、百年戦争のフランス・ブルターニュの貴族女性。オリヴィエ・ド・クリッソンと最初の妻カトリーヌ・ド・ラヴァルの次女。

## 生涯
1387年、ブルターニュ公ジャン4世に対抗する父の意向でパンティエーヴル家のジャン1世・ド・シャティヨンと結婚した。しかし、1395年に父とジャン4世が和解、1399年にジャン4世が死去し父が遺児達（ジャン5世、アルテュールなど）の後見人に任命されると、マルグリットは夫を次の公位に就けるべくジョスラン城を包囲、父に後見を撤回させようとしたが、激怒した父が殴り掛かったため逃亡した際、階段から落ちて足を骨折、一生片足が不自由となってしまった。
パンティエーヴル家にはブルゴーニュ公ジャン1世（無怖公）が味方になり、1406年にマルグリットの息子オリヴィエ・ド・ブロワと無怖公の娘イザベルが結婚、対するジャン5世は妹ブランシュをアルマニャック伯ベルナール7世の息子ジャンに嫁がせた。アルマニャック派とブルゴーニュ派の内戦ではジャン5世のモンフォール家とマルグリット母子のパンティエーヴル家が両派に分かれ対立、ブルゴーニュ派にパンティエーヴル家の兵も参戦した。
1420年2月、オリヴィエと共謀してジャン5世と弟のリシャール・デタンプを誘拐、シャントソー城に監禁した。背後にイングランドとブルターニュの結びつきを恐れたシャルル王太子（後のシャルル7世）の関与があったとされるが、王太子の姉でジャン5世の妻ジャンヌが素早く事態解決に動き、弟の王太子に手紙を送り詰問、家臣を団結させパンティエーヴル家打倒へ向け軍を進めた。パンティエーヴル家の支持者だったジャン・ド・クラン（ジル・ド・レの祖父）がモンフォール家へ転向したこともあり、シャントソー城は包囲されマルグリットらパンティエーヴル家は降伏、ジャン5世らは解放された。シャントソー城は破却されパンティエーヴル家も厳罰に処され、モンフォール家の優位が確定した。
1441年死去。息子でオリヴィエの弟ジャン2世が1448年にモンフォール家と和解、公位を請求しない代わりにシャントセなど土地をいくつか与えられ、フランスへ移住し両家の抗争に終止符が打たれた。

## 子女
- オリヴィエ（1404年 - 1433年） - パンティエーヴル伯
- ジャン2世（? - 1454年） - パンティエーヴル伯・ペリゴール伯
- シャルル（? - 1434年） - アヴグール男爵。娘ニコルは後にパンティエーヴル伯位を継承した。
- ギヨーム（? - 1455年） - リモージュ子爵
- ジャンヌ（? - ?） - シャトーブリアン男爵ロベール・ド・ディナンと結婚、ベルヴィル領主ジャンと再婚